# Радкевич, Леонард Антонович
Леонард Антонович Радкевич (30 августа 1898 год, Борисов — 5 ноября 1976 года,  Москва) — советский организатор промышленности. Директор завода «Новое Сормово» (1933—1936).

## Биография
Леонард Радкевич родился 30 августа 1898 года в городе Борисов, Минская губерния. Из семьи служащих. Образование высшее, по специальности — артиллерийский инженер-механик. Член РКП(б) с 1922 года.
В 1930—1933 заместитель директора машиностроительного завода им. В. М. Молотова.
С марта 1933 по ноябрь 1936 года Леонард Антонович Радкевич занимал должность директора Горьковского машиностроительного завода «Новое Сормово» (№ 92).
Приказом Наркомата тяжелой промышленности от 5 ноября 1936 г. снят с должности директора завода № 92, переведен на завод № 173 на должность зам. директора по строительству. 1.02 — 3.06. 1937 начальник цеха № 4 (снят).
В 1936—1937 гг. Леонард Антонович Радкевич находился на посту начальника технического отдела завода «Труд».
В 1937 году арестован. Приговор: 10 лет ИТЛ, приговор отбывал в Колымском крае. В 1947 году вновь арестован и сослан на поселение в Красноярский край.
В 1954 году реабилитирован. С середины 50-х годов и до начала 70-х работал в "почтовом ящике" в Москве.

## Награды
За создание пушки Ф-22 награждён орденом Ленина и премирован личной автомашиной (май 1936).